# Diva Grabovčeva
Diva Grabovčeva ili Diva Grabovac (Varvara, Prozor - † Kedžara, planina Vran, BiH, oko 1680.) bila je mučenica katoličke vjere, djevica iz Varvare.

## Porijeklo
Andrija Kačić Miošić u knjizi Razgovor ugodni naroda slovinskoga u dijelu pod naslovom Pisma od vitezova pridostojne kuće Grabovčeve, prikazana gosp. pris. serdaru Anti Grabovcu, o porodici Grabovčevoj navodi podatak da su starinom Hercegovci, roda gospodskoga od kneza, velikog bana i viteza Lazara Grabljanovića. Knez Lazar Hrebeljanović je bio srpski knez i oblasni gospodar, a Miošić ga navodi kao Grabljanovića. Naziv rodnog mjesta Dive Grabovčeve, Varvara ukazuje na pravoslavnu tradiciju, jer se u katoličkoj tradiciji ova svetiteljka naziva Barbara.

## Život
Diva Grabovčeva bila je djevojka katoličke vjere, koja je živjela u 17. vijeku u vrijeme turske vladavine. Mladi Tahir-beg Kopčić iz Kupresa svakako je htjeo imati Divu za ženu. Lijepo ju je zaprosio, kada je imala dvadesetak godina, ali ona je odbila uz saglasnost svoje porodice. Zatim je beg poslao svoje pomoćnike, da isprose Divu u njegovo ime. Pronašli su je na paši sa stadom ovaca. Ona je ponovno odbila i čvrsto je bila pri svojoj odluci i pobjegla u planine. Tahir-beg Kopčić je tada ponovno došao, našao je, napao i ubio nožem. Sahranjena je na Vran planini, ispred Kedžare u blizini Prozora. Grob je označen. Od toga vremena do danas brojni poklonici dolaze joj na grob i iskazuju poštovanje. Postavljen je spomenik, rad skulptora Kuzme Kovačića, 1998. godine. Svake se godine na prvu nedjelju u julu slavi dan njenog mučeništva, kada se služi misa i prisustvuje više hiljada ljudi. Dr. Ćiro Truhelka objavio je knjigu o Divi i njenom grobu, Djevojački grob: legenda iz bosanske prošlosti. Marko Perković - Tompson je na albumu Bilo jednom u Hrvatskoj iz 2006. godine, snimio pjesmu „Diva Grabovčeva” u kojoj pjeva o njenoj tragičnoj sudbini. U dokumentarnom filmu Miljenka Karačića iz 2012. godine Divin krik s Vrana, fra Tomislav Brković, gvardijan franjevačkog samostana Šćit-Rama govori da su se ramski fratri protivili hodočašću na Divin grob i da kronike samostana ne spominju Divinu mučeničku smrt. Spomen na nju je sačuvao lokalni narod iz generacije u generaciju. Fra Jeronim Vladić taj običaj je nazivao divljim kultom. U dramskom dijelu dokumentarnog filma Divini roditelji se navode kao Luka i Luca i katoličke su vjere, a Džafer-beg Kopčić i njegova žena, roditelji zaljubljenog Tahir-bega, su se protivli braku, jer je djevojka Vlahinja.

## Spomen
Prozor-Rama i Posušje imaju ulice imenovane po Divi Grabovčevoj, Zagreb ima jedan studentski dom po njoj nazvan, prva hrvatska opera u BiH zove se Diva Grabovčeva, u čijem premijernom izvođenju je učestvovalo oko 155 ljudi, od čega 115 pjevača, a prvi put izvedena je 2016. u prepunoj dvorani Hrvatskog doma hercega svetog Save, Stjepana Kosače u Mostaru. Opera koja je nastala po legendi o Divi Grabovčevoj, muzičko-scensko je djelo u četrnaest slika i četiri čina. Autor muzike je don Dragan Filipović, stihove (libreto) je napisao fra Ante Marić, dok aranžmane potpisuje Fedor Vrtačnik. Snimljen je i film Divin krik s Vrana autora Miljenka Karačića koji je dobio na 15. ITF’CRO 2012. – Međunarodnom festivalu turističkog filma posebno priznanje za kvalitetnu redateljsku i scenarističku priču o davnim zbivanjima na tom lokalitetu, u funkciji očuvanja baštine i daljnjeg razvoja hodočasničkog turizma". Ćiro Truhelka autor je knjige Djevojački grob: legenda iz bosanske prošlosti.